# Amastus leria
Amastus leria är en fjärilsart som beskrevs av Druce 1890. Amastus leria ingår i släktet Amastus och familjen björnspinnare. Inga underarter finns listade i Catalogue of Life.